# Gare de Rosières-aux-Salines
Gare de Rosières-aux-Salines vasútállomás Franciaországban, Dombasle-sur-Meurthe településen.

## Vasútvonalak
Az állomást az alábbi vasútvonalak érintik:
- Párizs-Strasbourg-vasútvonal
- Toul-Rosières-aux-Salines-vasútvonal

## Kapcsolódó állomások
A vasútállomáshoz az alábbi állomások vannak a legközelebb:
- Gare de Dombasle-sur-Meurthe
- Gare de Blainville - Damelevières